# Tabanus pictiventris
Tabanus pictiventris är en tvåvingeart som beskrevs av Szilady 1926. Tabanus pictiventris ingår i släktet Tabanus och familjen bromsar. Inga underarter finns listade i Catalogue of Life.